# 莱蒙多奈
莱蒙多奈（法語：Les Monts d'Aunay，法語發音：[le mɔ̃ donɛ]）是法国卡尔瓦多斯省的一个市镇，属于维尔区。该市镇于2017年由原市镇奥东河畔欧奈、博凯、康庞德雷-瓦尔孔格兰、当武-拉费里耶尔、翁德方丹、勒普莱西格里穆和鲁康合并而成，行政中心位于奥东河畔欧奈。

## 地名
“莱蒙多奈”（Les Monts d'Aunay）一名在法语中意为“欧奈的众山”。

## 地理
莱蒙多奈（49°1'13"N, 0°37'55"W）面积69.43 平方千米，位于法国诺曼底大区卡爾瓦多斯省，该省份为法国西北部沿海省份，北濒大西洋英吉利海峡，东北与滨海塞纳省以海上边界相接，东临厄尔省，南至奧恩省，西与芒什省接壤。
与莱蒙多奈接壤的市镇（或旧市镇、城区）包括：瑟利讷、隆维莱尔、勒梅尼勒欧格兰、阿容河畔马莱尔布、库尔沃东、博讷迈松、蒂里阿库尔勒奥姆、科维尔、诺曼底地区孔代、泰尔德德吕昂斯、苏勒夫尔昂博卡日、谢讷河畔迪亚朗。
莱蒙多奈的时区为UTC+01:00、UTC+02:00（夏令时）。

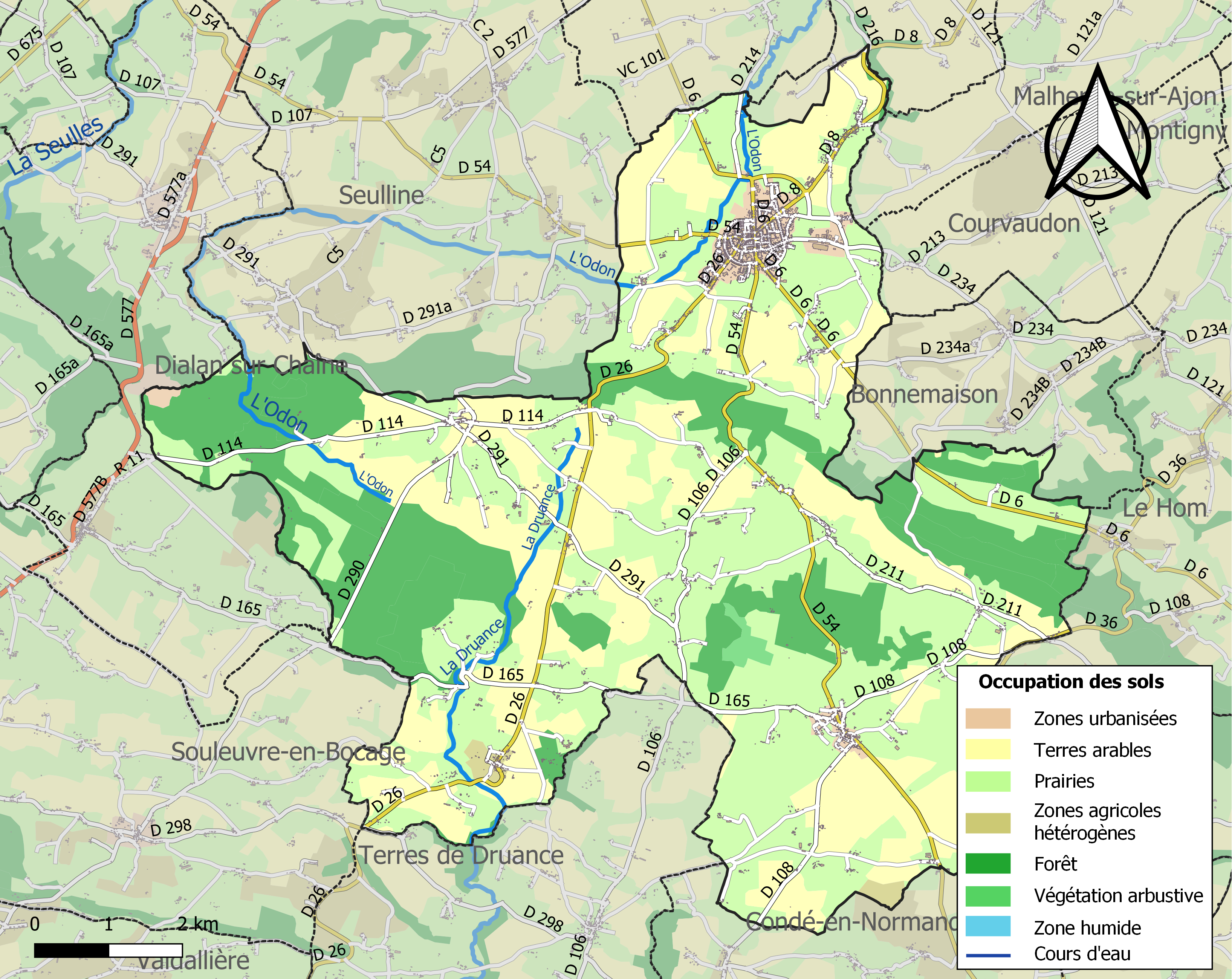
莱蒙多奈的OSM定位图

## 行政
莱蒙多奈的邮政编码为14260、14770，INSEE市镇编码为14027。

## 政治
莱蒙多奈所属的省级选区为莱蒙多奈县。

## 人口
莱蒙多奈于2022年1月1日时的人口数量为4664人。